# آبشار هفت‌چشمه
هفت چشمه کرج آبشاری واقع در استان البرز است. پس از طی ۱۷ کیلومتر از شهر کرج و در امتداد جاده کرج - چالوس در نزدیکی روستای ارنگه منطقه سرسبز هفت چشمه قرار دارد. این منطقه یکی از زیباترین مناطق جاده چالوس می‌باشد، از کنار جاده چالوس تا آبشار اصلی بین ۳۰ دقیقه تا یک ساعت زمان می‌برد تمامی مسیر در امتداد رودخانه می‌باشد و قبل از آبشار با حدود ۹۰ متر ارتفاع که یکی از بزرگترین آبشارهای ایران است، آبشارهای کوچکی وجود دارند که ارتفاع آن‌ها به ۵ متر می‌رسد و دلیل نام گذاری منطقه به هفت چشمه وجود این چشمه‌ها می‌باشد. بهترین فصل برای بازدید از آبشار، فصل بهار است که چشمه‌ها و آبشار پرآب می‌باشند.
خوشبختانه در طول مسیر امکانات خوبی جهت بازدیدکنندگان دیده‌شده‌است. در ابتدای مسیر چند سکوی سیمانی به همراه شیر آب، سرویس بهداشتی و سطل زباله قرار داده‌شده‌است که برای استراحت در هوایی خنک بسیار عالی است. در طول مسیر نیز تعدادی سرویس بهداشتی و سطل زباله قرار دارد. اما بااین‌حال متأسفانه شاهد ریختن زباله توسط برخی هم‌وطنان هستیم که فضا را زشت و ناپسند کرده‌اند. این فضای بد به‌خصوص در کنار آبشار اصلی قابل‌مشاهده است.